# Ariomphalus
Ariomphalus is een geslacht van uitgestorven weekdieren uit de  familie van de Valvatidae.

## Soorten
- Ariomphalus involutus (Tausch, 1886) †
- Ariomphalus varicatus (Tausch, 1886) †